# Cahit Arf
Pour les articles homonymes, voir Arf.

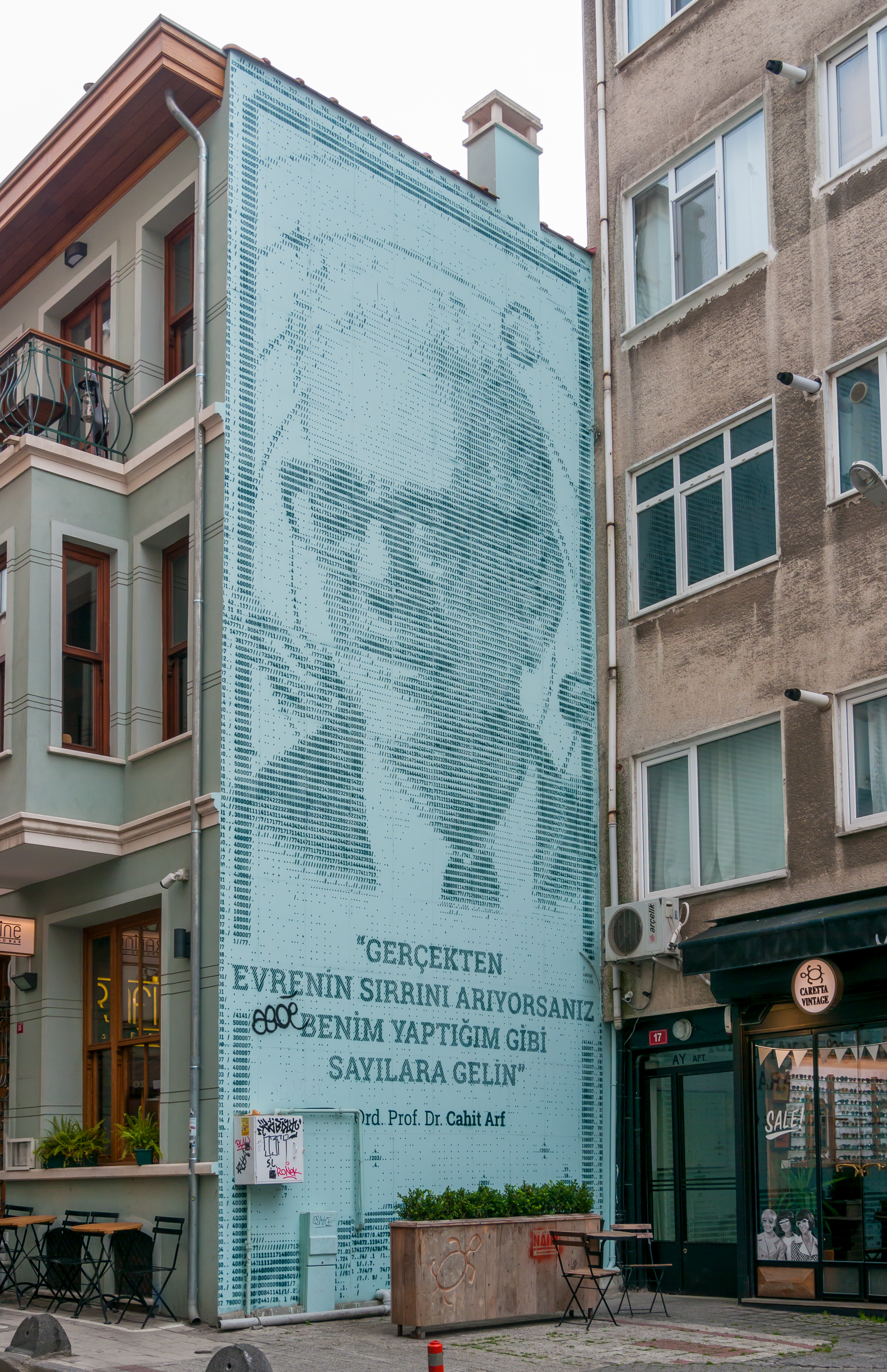

Cahit Arf (né le 11 octobre 1910 à Thessalonique (Empire ottoman) et mort le 26 décembre 1997 à Bebek (quartier d'Istanbul)) est un mathématicien turc. 

## Biographie
Il a étudié à l'École normale supérieure (promotion 1930) avec une bourse du ministère de l'Éducation de Turquie. Il a soutenu son doctorat à l'université de Göttingen sous la direction de Helmut Hasse. Il est connu pour l'invariant de Arf (en) d'une forme quadratique en caractéristique 2 (utilisé en théorie des nœuds et en théorie de la chirurgie) en topologie, pour le théorème de Hasse-Arf (en) en théorie de la ramification et pour les anneaux de Arf (en). Il a organisé la visite de Robert Langlands en Turquie.
Il a longtemps enseigné au lycée Galatasaray et a été professeur à l'université technique du Moyen-Orient et à l'université d'Istanbul. Il a reçu un prix national pour ses recherches en mathématiques appliquées. Sa mission était de faire revivre les mathématiques turques ; il fut une figure paternelle pour la communauté mathématique de Turquie. Chaque année, on célèbre les « journées Cahit Arf » au METU.
Cahit Arf est considéré comme un des plus grands mathématiciens turcs du XXe siècle, avec Selman Akbulut (en).[réf. nécessaire]

## Décoration
- Commandeur de l'ordre des Palmes académiques (1994)

## Référence
1. ↑  « L'annuaire », sur ens.fr (consulté le 13 novembre 2023).